# Francisco García (basquetbolista)
Francisco Alberto García (31 de desembre de 1981 a San Francisco de Macorís, República Dominicana) és un jugador dominicà de bàsquet que milita a Sacramento Kings de l'NBA.